# Archail
Archail est une commune française, située dans le département des Alpes-de-Haute-Provence en région Provence-Alpes-Côte d'Azur.
C'est la deuxième commune la moins peuplée du département.

## Géographie
Les communes limitrophes d’Archail sont Draix, Tartonne, Digne-les-Bains et Marcoux.
À 14 km de Digne par une pittoresque route d'accès, Archail est située dans un beau cirque boisé, à 920 m d’altitude.

### Géologie

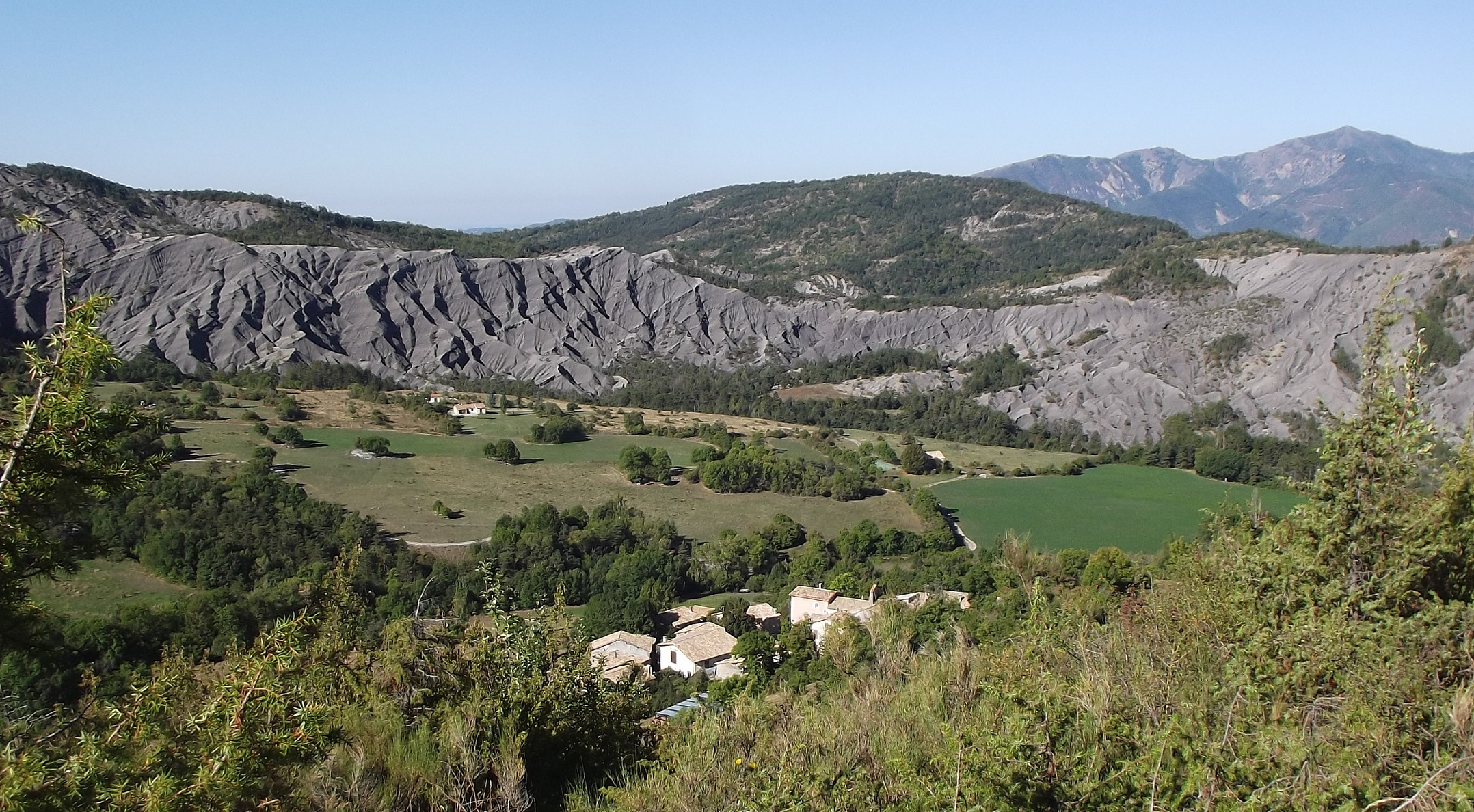
Bourg d'Archail, et Terres noires ou robines à l'ouest.

Croupes de collines noires marneuses érodées — les robines. Spectaculaire Pic de Couar, écrit aussi Couard (1 988 m) ; site du Pas d'Archail (1 667 m). Ravin et torrent de l'Areste au sud, dans les robines. 

### Hydrographie
Archail est arrosée par plusieurs ruisseaux : le torrent Le Bouinenc, long de 13,8 km, le ravin des Sauzeries, long de 9 km, le ravin des Mouiroués, long de 8 km, et son affluent, le ruisseau de l'Escure, long de 5,7 km.

### Risques naturels et technologiques
Aucune des 200 communes du département n'est en zone de risque sismique nul. Le canton de La Javie auquel appartient Archail est en zone 1b (risque faible) selon la classification déterministe de 1991, basée sur les séismes historiques, et en zone 4 (risque moyen) selon la classification probabiliste EC8 de 2011. La commune d’Archail est également exposée à deux autres risques naturels :
- feu de forêt,
- mouvement de terrain.

La commune d’Archail n’est exposée à aucun des risques d’origine technologique recensés par la préfecture et aucun plan de prévention des risques naturels prévisibles (PPR) n’existe pour la commune tout comme le Dicrim, absent.

### Climat
Pour des articles plus généraux, voir Climat de Provence-Alpes-Côte d'Azur et Climat des Alpes-de-Haute-Provence.
En 2010, le climat de la commune est de type climat des marges montargnardes, selon une étude du Centre national de la recherche scientifique s'appuyant sur une série de données couvrant la période 1971-2000. En 2020, Météo-France publie une typologie des climats de la France métropolitaine dans laquelle la commune est exposée à un climat de montagne ou de marges de montagne et est dans la région climatique Alpes du sud, caractérisée par une pluviométrie annuelle de 850 à 1 000 mm, minimale en été.
Pour la période 1971-2000, la température annuelle moyenne est de 9,3 °C, avec une amplitude thermique annuelle de 18,1 °C. Le cumul annuel moyen de précipitations est de 891 mm, avec 6,8 jours de précipitations en janvier et 5,1 jours en juillet. Pour la période 1991-2020, la température moyenne annuelle observée sur la station météorologique de Météo-France la plus proche, « Digne les Bains », sur la commune de Digne-les-Bains à 9 km à vol d'oiseau, est de 12,2 °C et le cumul annuel moyen de précipitations est de 681,2 mm. 
La température maximale relevée sur cette station est de 42,1 °C, atteinte le 28 juin 2019 ; la température minimale est de −17,8 °C, atteinte le 4 février 2012,,.
Les paramètres climatiques de la commune ont été estimés pour le milieu du siècle (2041-2070) selon différents scénarios d'émission de gaz à effet de serre à partir des nouvelles projections climatiques de référence DRIAS-2020. Ils sont consultables sur un site dédié publié par Météo-France en novembre 2022.

## Urbanisme

### Typologie
Au 1er janvier 2024, Archail est catégorisée commune rurale à habitat très dispersé, selon la nouvelle grille communale de densité à 7 niveaux définie par l'Insee en 2022.
Elle est située hors unité urbaine. Par ailleurs la commune fait partie de l'aire d'attraction de Digne-les-Bains, dont elle est une commune de la couronne,. Cette aire, qui regroupe 34 communes, est catégorisée dans les aires de moins de 50 000 habitants,.

### Occupation des sols
L'occupation des sols de la commune, telle qu'elle ressort de la base de données européenne d’occupation biophysique des sols Corine Land Cover (CLC), est marquée par l'importance des forêts et milieux semi-naturels (94,1 % en 2018), une proportion identique à celle de 1990 (94,1 %). La répartition détaillée en 2018 est la suivante :
forêts (46,3 %), espaces ouverts, sans ou avec peu de végétation (26,5 %), milieux à végétation arbustive et/ou herbacée (21,3 %), prairies (5,9 %).
L'évolution de l’occupation des sols de la commune et de ses infrastructures peut être observée sur les différentes représentations cartographiques du territoire : la carte de Cassini (XVIIIe siècle), la carte d'état-major (1820-1866) et les cartes ou photos aériennes de l'IGN pour la période actuelle (1950 à aujourd'hui).

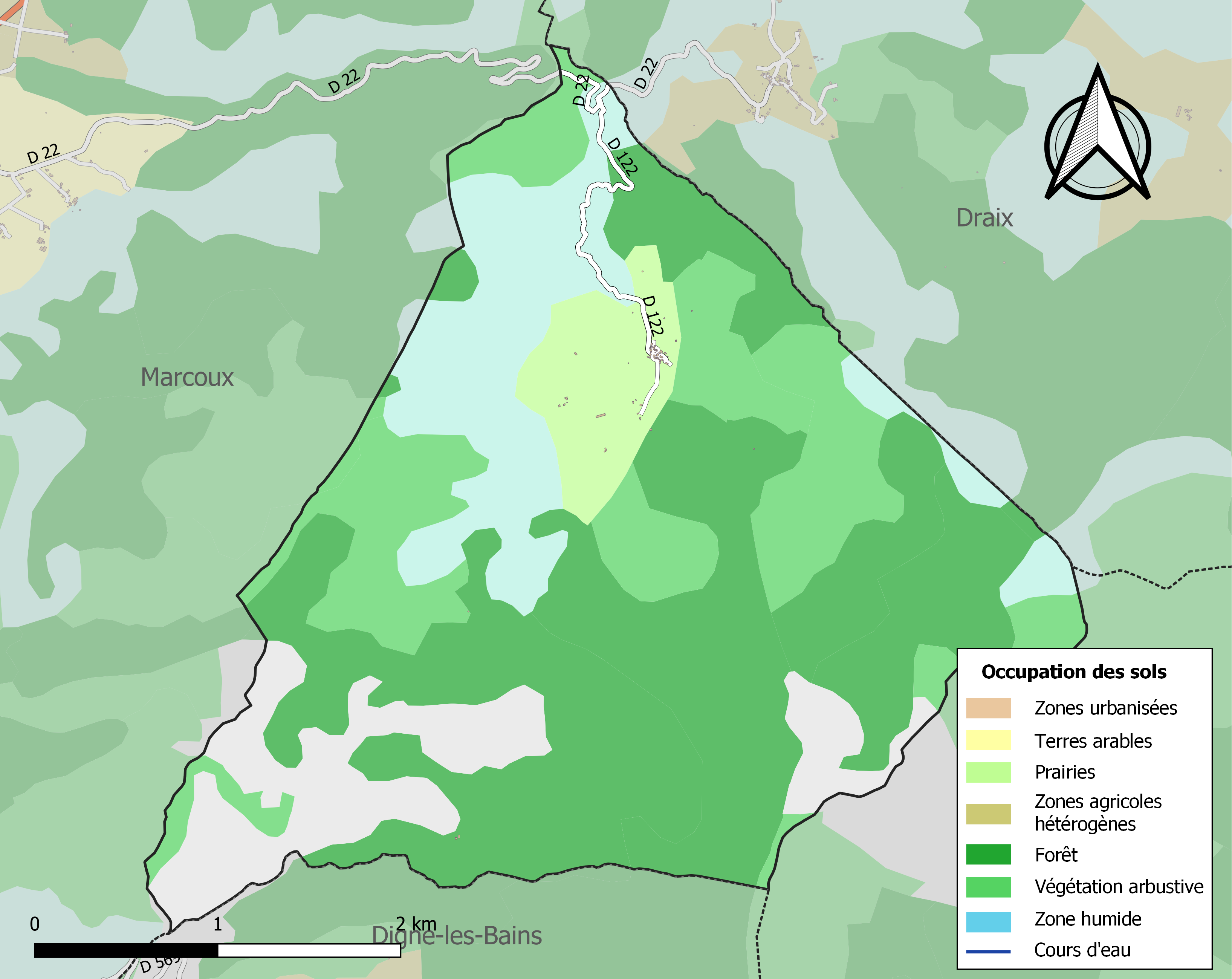
Carte de l'occupation des sols de la commune en 2018 (CLC).

## Économie

### Aperçu général
En 2009, la population active s'élevait à sept personnes, sans chômeurs. Ces travailleurs sont majoritairement salariés (six sur sept) et travaillent hors de la commune (6 travailleurs sur 7).
Au 1er janvier 2011, la commune ne compte que quatre établissements actifs, un dans le secteur de la construction, et trois dans le secteur tertiaire, qui offre le seul emploi salarié de la commune.

### Agriculture
Fin 2010, le secteur primaire (agriculture, sylviculture, pêche) ne comptait aucune exploitation professionnelle,. Il y a néanmoins des prairies artificielles, irriguées grâce au barrage-réservoir d'irrigation au-dessus du village, au pied du Pic du Couar, creusé dans les années 1980 sous l'impulsion du maire[réf. nécessaire], et de l’élevage ovin.

### Activités de service
Fin 2010, le secteur tertiaire (commerces, service) comptait 3 établissements avec 1 emploi salarié.
D'après l'Observatoire départemental du tourisme, la fonction touristique est très importante pour la commune, avec plus de 5 touristes accueillis pour un habitant, l'essentiel de la capacité d'hébergement étant non-marchande puisque composée uniquement de résidences secondaires : les 18 résidences secondaires forment les 3/4 des logements de la commune.

## Histoire
Dans l’Antiquité, les Bodiontiques (Bodiontici) peuplaient la vallée de la Bléone, et étaient donc le peuple gaulois qui vivait dans l’actuelle commune d’Archail. Les Bodiontiques, qui sont vaincus par Auguste en même temps que les autres peuples présents sur le Trophée des Alpes (avant 14 av. J.-C.), sont rattachés à la province des Alpes-Maritimes lors de sa création.
Selon Daniel Thiery, la communauté est signalée dans le polyptyque de Wadalde en 814, sous le nom d’Argario.
La communauté d’Archail relevait de la viguerie de Digne. En 1193, la seigneurie d’Archail (Argal) est donnée par les deux seigneurs de Saint-Julien au chapitre de Digne. La seigneurie était partagée entre les évêques de Digne et le chapitre de Digne avant la Révolution française. Ces nouveaux seigneurs fortifient leur nouvelle possession et rassemblent la population en un lieu central.
Comme de nombreuses communes du département, Archail se dote d’une école bien avant les lois Jules Ferry : en 1863, elle en possède déjà une école qui dispense une instruction primaire aux garçons, au chef-lieu. Aucune instruction n’est donnée aux filles : ni la loi Falloux (1851), qui impose l’ouverture d’une école de filles aux communes de plus de 800 habitants, ni la première loi Duruy (1867), qui abaisse ce seuil à 500 habitants, ne concernent Archail, et ce n’est qu’avec les lois Ferry que les filles d’Archail sont régulièrement scolarisées.
La commune fusionne de 1973 à 1979 avec Draix, sous le vocable Archail-Draix.

## Toponymie
La localité apparaît pour la première fois dans l'expression in Argario en 813 et en 814,, sous la forme de Archallo vers 1200.

L’Atlas historique de la Provence signale aussi une forme en Arcalhum.
L’origine du nom serait celto-ligure, et signifierait « devant les rochers ».
Archalh en occitan.

## Politique et administration

### Liste des maires
| Période          | Période      | Identité                 | Étiquette | Qualité |
| ---------------- | ------------ | ------------------------ | --------- | ------- |
|                  |              |                          |           |         |
| mai 1945         |              | Jean-Baptiste Giraud     |           |         |
| mars 1946        | 31 juin 1973 | Jean-Paul Ferrary        |           |         |
| 1er janvier 1980 | mars 2001    | Jean-Paul Ferrary        |           |         |
| mars 2001        | octobre 2015 | Maurice Ferrary,         | DVD       |         |
| 2015             | En cours     | Laurence Guichard-Sagnez |           |         |

### Intercommunalité
Archail fait partie :
- de 2003 à 2017, de la communauté de communes de Haute Bléone ;
- depuis le 1er janvier 2017, de la communauté d'agglomération Provence-Alpes.

## Démographie
Les habitants sont nommés les Archailois.
L'évolution du nombre d'habitants est connue à travers les recensements de la population effectués dans la commune depuis 1765. Pour les communes de moins de 10 000 habitants, une enquête de recensement portant sur toute la population est réalisée tous les cinq ans, les populations de référence des années intermédiaires étant quant à elles estimées par interpolation ou extrapolation. Pour la commune, le premier recensement exhaustif entrant dans le cadre du nouveau dispositif a été réalisé en 2005.

En 2022, la commune comptait 14 habitants, en évolution de −6,67 % par rapport à 2016 (Alpes-de-Haute-Provence : +2,84 %, France hors Mayotte : +2,11 %).
| 1765 | 1793 | 1800 | 1806 | 1821 | 1831 | 1836 | 1841 | 1846 |
| ---- | ---- | ---- | ---- | ---- | ---- | ---- | ---- | ---- |
| 74   | 85   | 88   | 89   | 96   | 101  | 106  | 100  | 108  |

| 1851 | 1856 | 1861 | 1866 | 1872 | 1876 | 1881 | 1886 | 1891 |
| ---- | ---- | ---- | ---- | ---- | ---- | ---- | ---- | ---- |
| 104  | 115  | 115  | 113  | 97   | 94   | 89   | 104  | 98   |

| 1896 | 1901 | 1906 | 1911 | 1921 | 1926 | 1931 | 1936 | 1946 |
| ---- | ---- | ---- | ---- | ---- | ---- | ---- | ---- | ---- |
| 81   | 92   | 75   | 70   | 37   | 40   | 36   | 34   | 30   |

| 1954 | 1962 | 1968 | 1982 | 1990 | 1999 | 2005 | 2006 | 2010 |
| ---- | ---- | ---- | ---- | ---- | ---- | ---- | ---- | ---- |
| 26   | 18   | 18   | 10   | 6    | 7    | 8    | 8    | 17   |

| 2015 | 2020 | 2022 | - | - | - | - | - | - |
| ---- | ---- | ---- | - | - | - | - | - | - |
| 16   | 14   | 14   | - | - | - | - | - | - |

| 1315    | 1471   |
| ------- | ------ |
| 25 feux | 6 feux |

L’histoire démographique d’Archail, après la saignée des XIVe et XVe siècles et le long mouvement de croissance jusqu’au début du XIXe siècle, est marquée par une période d’« étale » où la population reste relativement stable à un niveau élevé. Cette période dure particulièrement longtemps à Archail, de 1821 à 1891. Si l’exode rural commence tardivement à Archail, il n’en est pas moins un mouvement de longue durée, et rapide. Après trente ans de recul et la Première Guerre mondiale, la commune enregistre la perte de la moitié de sa population du maximum historique de 1856-1861. Le mouvement de recul s’est poursuivi jusqu’au du XXIe siècle, et la population d’Archail n’a connu une hausse qu’entre 2005 et 2010, la première depuis un siècle.

## Lieux et monuments
Maisons anciennes au bel appareil.
L‘église paroissiale a pour vocable Notre-Dame-de-l’Assomption, et pour saint patron saint Georges. Elle a été construite en 1828 . Son origine doit remonter au XIIIe siècle. Un tableau y représente le Couronnement de la Vierge.
La chapelle Notre-Dame, située sur une colline au milieu du cimetière, est l’ancienne église paroissiale de la communauté : sa fondation est donc plus ancienne que celle de l’actuelle église du village. Les habitants ont participé à la réfection de cette chapelle, reconstruite en 1994. Jusqu’à la Révolution ou l’Empire, cette chapelle était le but d’un pèlerinage, au mois d’août, qui attirait les habitants des communautés alentour, et qui se terminait par des jeux et un bal.

## Personnalités liées à la commune
- Jean-Pierre Alexandre Dieudé (1743-1819), né à Archail, général des armées de la République et de l'Empire, né dans la commune.

## Vie culturelle
L’association Les Ateliers du Couar accueille tous les ans au mois de mai l’Art de Mai, avec de nombreux artistes-exposants (céramistes, peintures, sculpteurs, photographes) et diverses autres manifestations en rapport à l'image sous toutes ses formes et en liaison avec de nombreuses expressions artistiques (littérature, poésie, cinéma, théâtre...). La thématique est rurale, historique, patrimoniale et les messages sont véhiculés par des modes variés, comme la création d’un livre d'artiste sur la transhumance.
Cette association publie Les Cahiers du Couar, avec quatre numéros :
- « Banaste de mots et d'images pour une estive. Transhumance 2005 au pied du Cheval Blanc » ;
- les Robines ;
- en septembre 2008, le Cahier du Couar no 3 sur « L'Eau » ;
- en octobre 2009, le Cahier du Couar no 4 sur le miel et la lavande.